# Annette Koewius
Annette Koewius (ur. 22 września 1945 w St. Blasien) – niemiecka polityk, ekonomistka i działaczka społeczna, posłanka do Parlamentu Europejskiego VII kadencji.

## Życiorys
Z wykształcenia i zawodu ekonomistka. Zaangażowana w działalność organizacji lokalnych w Ratingen. Została również członkinią Unii Chrześcijańsko-Demokratycznej w powiecie Mettmann.
W wyborach w 2009 kandydowała z listy CDU do Parlamentu Europejskiego. Mandat eurodeputowanej objęła w 2014, zastępując Klausa-Heinera Lehne. Przystąpiła do grupy Europejskiej Partii Ludowej.